# Euhyponomeutoides
Euhyponomeutoides é um gênero de mariposa pertencente à família Acrolepiidae.